# Neuses (Bundorf)
Neuses ist ein Gemeindeteil der Gemeinde Bundorf im unterfränkischen Landkreis Haßberge in Bayern.

## Geografie
Das Kirchdorf liegt im nordwestlichen Teil des Landkreises an der Baunach, die sich östlich von Neuses mit dem Serrfelder Mühlbach vereinigt. Die Kreisstraße HAS 39 nach Stöckach und eine Gemeindeverbindungsstraße nach Bundorf führen durch den Ort. Schweinfurt befindet sich südwestlich in etwa 30 Kilometern Entfernung.

## Geschichte
Der Ortsname bedeutet zum neuen Sitz, zur neuen Ansiedlung.
Die Erstnennung war 1244, als Ludwig von Raueneck seinen Besitz in „Nuseze“ der Kirche im Würzburg übergab. 1303/1313 wurde Theino und Karl von Lichtenstein das Dorf „Nuwsez“ zugesprochen. 1364 erhielt Albert von Lichtenstein ein Lehen zu „Nüsezse“. 1467 stellte der Würzburger Bischof Rudolf einen Lehnsbrief für den Ritter Fuchs von Schweinshaupten über den Zehnt zu „Newses“ aus. 1541 wurde der Ort als „Neuses ober Schweinshaubten gelegen“ beschrieben.
1862 wurde Neuses in das neu geschaffene bayerische Bezirksamt Königshofen eingegliedert. 1871 zählte der Ort 188 Einwohner, die alle katholisch waren, und 44 Wohngebäude. Im Jahr 1900 wurde die Landgemeinde dem neu gegründeten Bezirksamt Hofheim zugeordnet. Die 535 Hektar große Landgemeinde zählte 184 Einwohner, die alle katholisch waren, und 39 Wohngebäude. Die zuständige katholische Pfarrei befand sich im 4,0 Kilometer entfernten Bundorf und die katholische Bekenntnisschule war im Ort. 1925 zählte der Ort 201 Personen, 196 waren Katholiken und 5 Protestanten, in 39 Wohngebäuden.
1950 hatte das Kirchdorf 268 Einwohner und 36 Wohngebäude. Im Jahr 1961 zählte Neuses 187 Einwohner und 38 Wohngebäude. Das Dorf gehörte zur evangelischen Pfarrei Schweinshaupten. 1970 waren es 163 und 1987 111 Einwohner sowie 40 Wohngebäude mit 42 Wohnungen.
Am 1. Juli 1972 wurde im Rahmen der Gebietsreform in Bayern der Landkreis Hofheim aufgelöst und Neuses kam zum Haßberg-Kreis. Am 1. Mai 1978 folgte die Eingemeindung der Gemeinde nach Bundorf.

## Baudenkmäler

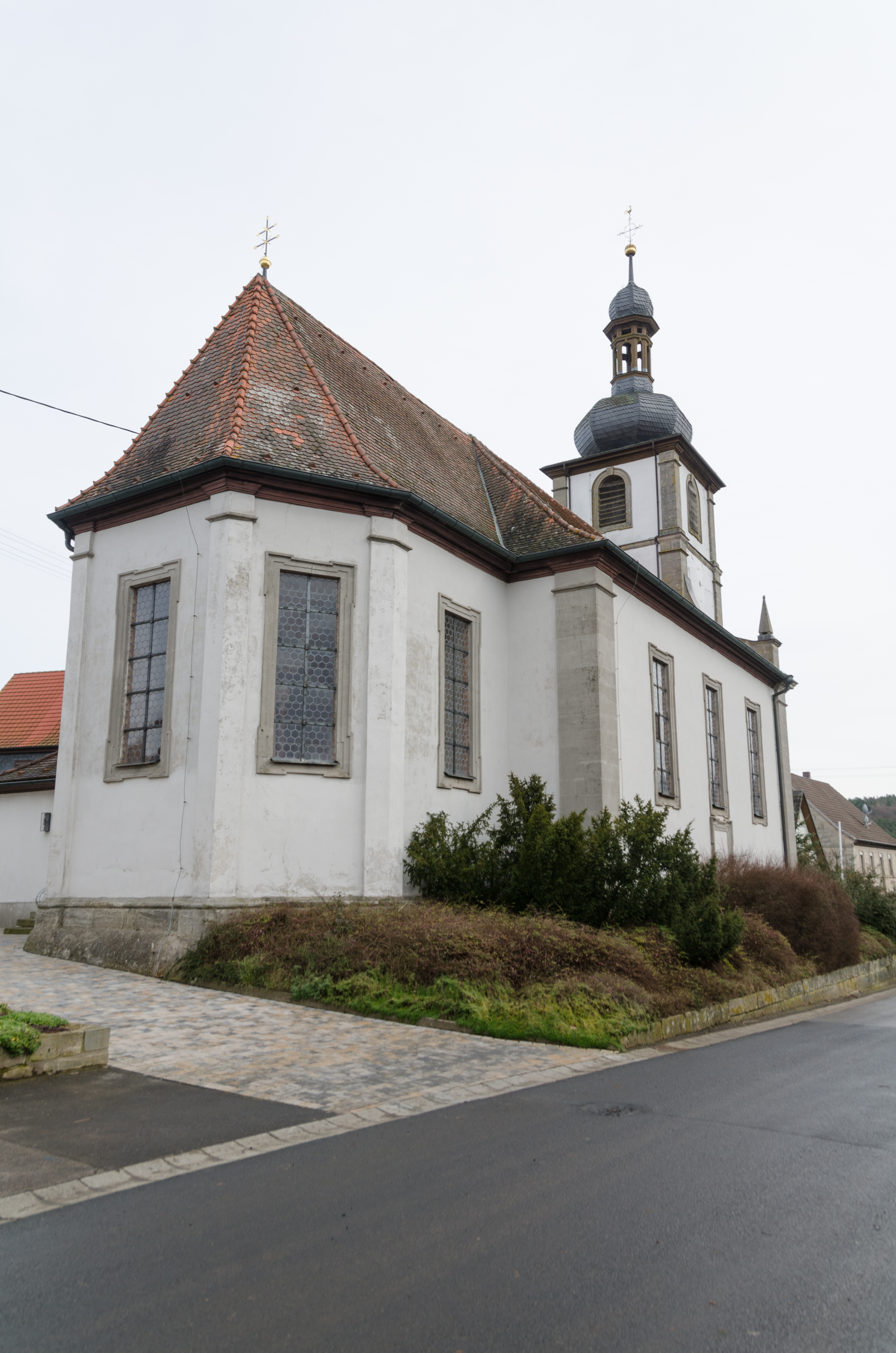
Katholische Kuratiekirche Heiligkreuz

Die katholische Kuratiekirche Heiligkreuz wurde 1743 nach Plänen von Johann Georg Danzer errichtet und 1898 restauriert. Die dreiachsige Saalkirche hat einen Fassadenturm mit Zwiebelhaube und Laterne auf der Ostseite und gegenüberliegend einen eingezogenen Chor. Die Fassade ist mit Werkstein gegliedert. Ein Satteldach bildet den oberen Abschluss.
In der Bayerischen Denkmalliste sind insgesamt 13 Baudenkmäler aufgeführt.